# Meliha Fakić
Meliha Fakić (1967, Tuzla) je bosanskohercegovačka pozorišna i televizijska glumica. 

## Biografija
Meliha Fakić je rođena 1967. godine u Tuzli. U klasi profesora Miralema Zupčevića je 1989. diplomirala glumu u Sarajevu na Akademiji scenskih umjetnosti. U ansamblu Narodnog pozorišta Tuzla stalno angažovana od 1989. godine. U tom pozorištu je ostvarila brojne uloge od kojih su istaknute u predstavama Malograđanska svadba i Predstava Hamleta u selu Mrduša Donja. Na televiziji joj je najzapaženija uloga Alme Husike u seriji Viza za budućnost. Za svoju glumu dobila je mnogo nagrada, a najznačajnije su nagrada za najbolju mladu glumicu (Jajce, 1991), najbolja ženska uloga (Dani komedije u Bijeljini, 2005), nagrada za najbolje glumačko ostvarenje (Pozorišne igre u Jajcu 2008), najbolje glumačko ostvarenje večeri (Nušićevi dani, 2011) i nagrada Mostarska liska 2013.

## Filmografija
| Год.       | Назив                                    | Улога                        |
| ---------- | ---------------------------------------- | ---------------------------- |
| 1990.-e    |                                          |                              |
| 1990.      | Stanica običnih vozova                   |                              |
| 2000.-e    |                                          |                              |
| 2002.      | Viza za budućnost: Novogodišnji specijal | Alma Husika                  |
| 2002—2008. | Viza za budućnost                        | Alma Husika                  |
| 2003.      | Viza za budućnost: Novogodišnji specijal | Alma Husika                  |
| 2004.      | Viza za budućnost: Novogodišnji specijal | Alma Husika                  |
| 2006.      | Mikrofon je vaš                          | Alma Husika                  |
| 2006.      | Slunjska brda - život ili smrt           | Merima                       |
| 2010.-e    |                                          |                              |
| 2010.      | Periferija City                          | Asima Kamenić                |
| 2014.      | Kud puklo da puklo                       | Ljiljana                     |
| 2020.-e    |                                          |                              |
| 2020—2021. | Dar-mar                                  | Bernarda Zlonoga "baba Beba" |